# Grabbtjärnen, Västmanland
Grabbtjärnen är en sjö i Nora kommun i Västmanland och ingår i Norrströms huvudavrinningsområde.